# Brit Awards
«Brit Awards» — щорічна премія Британської фонографічної індустрії в ца́рині поп-музики. Часто її називають просто «Британці» (The Brits). Премію заснувала Британська асоціація виробників фонограм у 1977 році, з 1982 її вручають щорічно. Для виконавців академічної музики існує окрема премія «Класична БРИТ нагорода» (англ. Classical BRIT Awards), яку вручають у травні щороку, починаючи з 2000 року.

## Кількаразові лауреати
| \| Артист \| Кількість нагород \| \| -------------- \| ----------------- \| \| Роббі Вільямс \| 11 \| \| U2 \| 7 \| \| Take That \| 7 \| \| Енні Леннокс \| 7 \| \| Дуа Ліпа \| 6 \| \| Coldplay \| 6 \| \| Prince \| 6 \| \| Arctic Monkeys \| 5 \| \| Oasis \| 5 \| \| Майкл Джексон \| 5 \| \| Spice Girls \| 5 \| \| Blur \| 4 \| \| Lady Gaga \| 3 \| |                   |
| Артист | Кількість нагород |
| Роббі Вільямс | 11                |
| U2 | 7                 |
| Take That | 7                 |
| Енні Леннокс | 7                 |
| Дуа Ліпа | 6                 |
| Coldplay | 6                 |
| Prince | 6                 |
| Arctic Monkeys | 5                 |
| Oasis | 5                 |
| Майкл Джексон | 5                 |
| Spice Girls | 5                 |
| Blur | 4                 |
| Lady Gaga | 3                 |

## Нагороди за роками

### 2015
Ведучі: Ant & Dec 

Місце проведення: О2 Арена (Лондон)
- Найкращий британський гурт: Royal Blood
- Найкращий британський виконавець: Ед Шіран
- Найкраща британська виконавиця: Палома Фейт
- Найкращий британський альбом: Ед Шіран — «x»
- Найкращий британський сингл: Марк Ронсон featuring Бруно Марс — «Uptown Funk»
- Найкращий британський відеокліп: One Direction — «You & I»
- Британський прорив року: Сем Сміт
- Найкращий іноземний гурт: Foo Fighters
- Найкращий іноземний виконавець: Фаррелл Вільямс
- Найкраща іноземна виконавиця: Тейлор Свіфт
- Найкращий продюсер: Paul Epworth
- BRITs Global Success Award: Сем Сміт
- Обрані музичною критикою: Джеймс Бей

### 2014
Ведучий: Джеймс Корден 

Місце проведення: О2 Арена (Лондон)
- Найкращий британський гурт: Arctic Monkeys
- Найкращий британський виконавець: Девід Бові
- Найкраща британська виконавиця: Еллі Голдінг
- Найкращий британський альбом: Arctic Monkeys — «AM»
- Найкращий британський сингл: Rudimental featuring Елла Ейр — «Waiting All Night»
- Найкращий британський відеокліп: One Direction — «Best Song Ever»
- Британський прорив року: Bastille
- Найкращий іноземний гурт: Daft Punk
- Найкращий іноземний виконавець: Бруно Марс
- Найкраща іноземна виконавиця: Лорд
- Найкращий продюсер: Flood і Алан Молдер
- Обрані музичною критикою: Сем Сміт

### 2013
Ведучий: Джеймс Корден 

Місце проведення: О2 Арена (Лондон)
- Найкращий британський гурт: Mumford & Sons
- Найкращий британський виконавець: Бен Говард
- Найкраща британська виконавиця: Емелі Санде
- Найкращий британський альбом: Емелі Санде — «Our Version Of Events»
- Найкращий британський сингл: Адель — «Skyfall»
- Британський прорив року: Бен Говард
- Найкращий британський продюсер: Paul Epworth
- Найкращий британський концертний виконавець: Coldplay
- Найкращий іноземний гурт: The Black Keys
- Найкращий іноземний виконавець: Френк Оушен
- Найкраща іноземна виконавиця: Лана Дель Рей
- BRITs Global Success Award: One Direction
- Обрані музичною критикою: Том Оделл

### 2012
Ведучий: Джеймс Корден 

Місце проведення: О2 Арена (Лондон)
- Найкращий британський гурт: Coldplay
- Найкращий британський виконавець: Ед Шіран
- Найкраща британська виконавиця: Адель
- Найкращий британський альбом: Адель — «21»
- Найкращий британський сингл: One Direction — «What Makes You Beautiful»
- Британський прорив року: Ед Шіран
- Найкращий іноземний гурт: Foo Fighters
- Найкращий іноземний виконавець: Бруно Марс
- Найкраща іноземна виконавиця: Ріанна
- Іноземний прорив року: Лана Дель Рей
- Обрані музичною критикою: Емелі Санде
- Видатний внесок у розвиток музики: Blur

### 2011
Ведучий: Джеймс Корден 

Місце проведення: О2 Арена (Лондон)
- Найкращий британський гурт: Take That
- Найкращий британський виконавець: Plan B
- Найкраща британська виконавиця: Лора Марлінг
- Найкращий британський альбом: Mumford & Sons — «Sigh No More»
- Найкращий британський сингл: Тайні Темпа — «Pass Out»
- Британський прорив року: Тайні Темпа
- Найкращий британський продюсер: Markus Dravs
- Найкращий іноземний гурт: Arcade Fire
- Найкращий іноземний виконавець: Cee Lo Green
- Найкраща іноземна виконавиця: Ріанна
- Найкращий іноземний альбом: Arcade Fire — «The Suburbs»
- Іноземний прорив року: Джастін Бібер
- Обрані музичною критикою: Джессі Джей

### 2010
Ведучі: Peter Kay, Fearne Cotton 

Місце проведення: Ерлс Корт
- Найкращий британський гурт: Kasabian
- Найкращий британський виконавець: Dizzee Rascal
- Найкраща британська виконавиця: Лілі Аллен
- Найкращий британський альбом: Florence and the Machine — «Lungs»
- Найкращий британський сингл: JLS — «Beat Again»
- Британський прорив року: JLS
- Найкращий британський продюсер: Paul Epworth
- Найкращий іноземний виконавець: Jay-Z
- Найкраща іноземна виконавиця: Lady Gaga
- Іноземний прорив року: Lady Gaga
- Найкращий іноземний альбом: Lady Gaga — «The Fame»
- Найкращий британський альбом за 30 років (BRITs Album of 30 Years): Oasis — «(What's the Story) Morning Glory?»
- Найкращий британський сингл за 30 років (BRITs Hits 30): Spice Girls — «Wannabe»
- Обрані музичною критикою: Еллі Голдінг
- Видатний внесок у розвиток музики: Роббі Вільямс

### 2009
Ведучі: Джеймс Корден, Метью Хорн і Кайлі Міноуг

Місце проведення: Ерлс Корт
- Найкращий британський гурт: Elbow
- Найкращий британський виконавець: Пол Веллер
- Найкраща британська виконавиця: Duffy
- Найкращий британський альбом: Duffy — «Rockferry»
- Найкращий британський сингл: Girls Aloud — «The Promise»
- Британський прорив року: Duffy
- Найкращий британський продюсер: Bernard Butler — Rockferry, альбом Duffy
- Найкращий британський концертний виконавець: Iron Maiden
- Найкращий іноземний гурт: Kings of Leon
- Найкращий іноземний виконавець: Каньє Вест
- Найкращий іноземна виконавиця: Кеті Перрі
- Найкращий іноземний альбом: Kings of Leon — «Only By The Night»
- Обрані музичною критикою: Florence and the Machine
- Видатний внесок у розвиток музики: Pet Shop Boys

### 2008
Ведучий: The Osbournes

Місце проведення: Ерлс Корт
- Найкращий британський гурт: Arctic Monkeys
- Найкращий британський виконавець: Mark Ronson
- Найкраща британська виконавиця: Kate Nash
- Найкращий британський альбом: Arctic Monkeys — «Favourite Worst Nightmare»
- Найкращий британський сингл: Take That — «Shine»
- Британський прорив року: Mika
- Найкращий британський концертний виконавець: Take That
- Найкращий іноземний гурт: Foo Fighters
- Найкращий іноземний виконавець: Каньє Вест
- Найкраща іноземна виконавиця: Кайлі Міноуг
- Найкращий іноземний альбом: Foo Fighters — «Echoes, Silence, Patience & Grace»
- Обрані музичними критиками (Critics' choice award): Adele
- Видатний внесок у розвиток музики: Пол Маккартні

### 2007
Ведучий: Рассел Бренд

Місце проведення: Ерлс Корт
- Найкращий британський гурт: Arctic Monkeys
- Найкращий британський виконавець: Джеймс Моррісон
- Найкраща британська виконавиця: Amy Winehouse
- Найкращий британський альбом: Arctic Monkeys — «Whatever People Say I Am, That's What I'm Not»
- Найкращий британський сингл: Take That — «Patience»
- Британський прорив року: The Fratellis
- Найкращий британський концертний виконавець: Muse
- Найкращий іноземний гурт: The Killers
- Найкращий іноземний виконавець: Джастін Тімберлейк
- Найкраща іноземна виконавиця: Неллі Фуртадо
- Найкращий іноземний альбом: The Killers — «Sam's Town»
- Іноземний прорив року: Orson
- Видатний внесок у розвиток музики: Oasis

### 2006
Ведучий: Кріс Еванс 

Місце проведення: Ерлс Корт
- Найкращий британський гурт: Kaiser Chiefs
- Найкращий британський виконавець: James Blunt
- Найкраща британська виконавиця: KT Tunstall
- Найкращий британський альбом: Coldplay — «X&Y»
- Найкращий британський сингл: Coldplay — «Speed Of Sound»
- Британський прорив року: Arctic Monkeys
- Найкращий британський урбан виконавець: Lemar
- Найкращий британський рок виконавець: Kaiser Chiefs
- Найкращий британський концертний виконавець: Kaiser Chiefs
- Найкращий іноземний гурт: Green Day
- Найкращий іноземний виконавець: Каньє Вест
- Найкраща іноземна виконавиця: Madonna
- Найкращий іноземний альбом: Green Day — «American Idiot»
- Іноземний прорив року: Jack Johnson
- Найкращий поп виконавець: James Blunt
- Видатний внесок у розвиток музики: Пол Веллер

### 2005
Ведучий: Кріс Еванс 

Місце проведення: Ерлс Корт
- Найкращий британський гурт: Franz Ferdinand
- Найкращий британський виконавець: The Streets
- Найкраща британська виконавиця: Joss Stone
- Найкращий британський альбом: Keane — «Hopes and Fears»
- Найкращий британський сингл: Will Young — «Your Game»
- Британський прорив року: Keane
- Найкращий британський урбан виконавець: Joss Stone
- Найкращий британський рок виконавець: Franz Ferdinand
- Найкращий британський концертний виконавець: Muse
- Найкращий іноземний гурт: Scissor Sisters
- Найкращий іноземний виконавець: Eminem
- Найкраща іноземна виконавиця: Gwen Stefani
- Найкращий іноземний альбом: Scissor Sisters — «Scissor Sisters»
- Іноземний прорив року: Scissor Sisters
- Найкращий поп виконавець: McFly
- Видатний внесок у розвиток музики: Боб Гелдоф

### 2004
Ведуча: Cat Deeley 

Місце проведення: Ерлс Корт
- Найкращий британський гурт: The Darkness
- Найкращий британський виконавець: Daniel Bedingfield
- Найкраща британська виконавиця: Dido
- Найкращий британський альбом: The Darkness — «Permission to Land»
- Найкращий британський сингл: Dido — «White Flag»
- Британський прорив року: Busted
- Найкращий британський танцювальний виконавець — Basement Jaxx
- Найкращий британський урбан виконавець: Lemar
- Найкращий британський рок виконавець: The Darkness
- Найкращий іноземний гурт: The White Stripes
- Найкращий іноземний виконавець: Джастін Тімберлейк
- Найкраща іноземна виконавиця: Beyoncé
- Найкращий іноземний альбом: Джастін Тімберлейк — «Justified»
- Іноземний прорив року: 50 Cent
- Найкращий поп виконавець: Busted
- Видатний внесок у розвиток музики: Duran Duran

### 2003
Ведуча: Давіна МакКолл 

Місце проведення: Ерлс Корт
- Найкращий британський гурт: Coldplay
- Найкращий британський виконавець: Robbie Williams
- Найкраща британська виконавиця: Ms Dynamite
- Найкращий британський альбом: Coldplay — «A Rush of Blood to the Head»
- Найкращий британський сингл: Liberty X — «Just a Little»
- Британський прорив року: Will Young
- Найкращий британський танцювальний виконавець: Sugababes
- Найкращий британський урбан виконавець: Ms Dynamite
- Найкращий іноземний гурт: Red Hot Chili Peppers
- Найкращий іноземний виконавець: Eminem
- Найкраща іноземна виконавиця: P!nk
- Найкращий іноземний альбом: Eminem — «The Eminem Show»
- Іноземний прорив року: Norah Jones
- Найкращий поп виконавець: Blue
- Видатний внесок у розвиток музики: Tom Jones

### 2002
Ведучі: Frank Skinner & Zoe Ball 

Місце проведення: Ерлс Корт
- Найкращий британський гурт: Travis
- Найкращий британський виконавець: Robbie Williams
- Найкраща британська виконавиця: Dido
- Найкращий британський дебютант: Blue
- Найкращий британський танцювальний виконавець: Basement Jaxx
- Найкращий британський альбом: Dido — «No Angel»
- Найкращий британський сингл: S Club 7 — «Don't Stop Movin'»
- Найкращий британський відеокліп: So Solid Crew — «21 Seconds»
- Найкращий іноземний гурт: Destiny's Child
- Найкращий іноземний виконавець: Shaggy
- Найкраща іноземна виконавиця: Kylie Minogue
- Найкращий іноземний дебютант: The Strokes
- Найкращий іноземний альбом: Кайлі Міноуг — «Fever»
- Найкращий поп виконавець: Westlife
- Видатний внесок у розвиток музики: Стінг

### 2001
Ведучі: Ant & Dec 

Місце проведення: Ерлс Корт
- Найкращий британський гурт: Coldplay
- Найкращий британський виконавець: Robbie Williams
- Найкраща британська виконавиця: Sonique
- Найкращий британський дебютант: A1
- Найкращий британський танцювальний виконавець: Fatboy Slim
- Найкращий британський альбом: Coldplay — «Parachutes»
- Найкращий британський сингл: Robbie Williams — «Rock DJ»
- Найкращий британський відеокліп: Robbie Williams — «Rock DJ»
- Найкращий саундтрек: «Краса по-американськи»
- Найкращий іноземний гурт: U2
- Найкращий іноземний виконавець: Eminem
- Найкраща іноземна виконавиця: Madonna
- Найкращий іноземний дебютант: Келіс
- Найкращий поп виконавець — Westlife
- Видатний внесок у розвиток музики: U2

### 2000
Ведуча: Давіна МакКолл 

Місце проведення: Ерлс Корт
- Найкращий британський гурт: Travis
- Найкращий британський виконавець: Tom Jones
- Найкраща британська виконавиця: Beth Orton
- Найкращий британський дебютант: S Club 7
- Найкращий британський танцювальний виконавець: The Chemical Brothers
- Найкращий британський альбом: Travis — «The Man Who»
- Найкращий британський сингл: Robbie Williams — «She's the One»
- Найкращий британський відеокліп: Robbie Williams — «She's the One»
- Найкращий саундтрек: «Ноттінг Гілл»
- Найкращий іноземний гурт: TLC
- Найкращий іноземний виконавець: Beck
- Найкраща іноземна виконавиця: Мейсі Ґрей
- Найкращий іноземний дебютант: Мейсі Ґрей
- Найкращий поп виконавець — Five
- Найкращий концертний виконавець: Steps
- Видатний внесок у розвиток музики: Spice Girls

### 1999
Ведучий: Джонні Вон 

Місце проведення: London Arena
- Найкращий британський гурт: Manic Street Preachers
- Найкращий британський виконавець: Robbie Williams
- Найкраща британська виконавиця: Des'ree
- Найкращий британський дебютант: Belle & Sebastian
- Найкращий британський танцювальний виконавець: Fatboy Slim
- Найкращий британський альбом: Manic Street Preachers — «This Is My Truth Tell Me Yours»
- Найкращий британський сингл: Robbie Williams — «Angels»
- Найкращий британський відеокліп: Robbie Williams — «Millennium»
- Найкращий саундтрек — «Титанік»
- Найкращий іноземний гурт: The Corrs
- Найкращий іноземний виконавець: Beck
- Найкраща іноземна виконавиця: Natalie Imbruglia
- Найкращий іноземний дебютант: Natalie Imbruglia
- Видатний внесок у розвиток музики: Eurythmics

### 1998
Ведучий: Бен Елтон 

Місце проведення: London Arena
- Найкращий британський гурт: The Verve
- Найкращий британський виконавець: Finley Quaye
- Найкраща британська виконавиця: Shola Ama
- Найкращий британський дебютант: Stereophonics
- Найкращий британський продюсер — The Verve, Chris Potter і Youth
- Найкращий британський танцювальний виконавець: The Prodigy
- Найкращий британський альбом: The Verve — «Urban Hymns»
- Найкращий британський сингл: All Saints — «Never Ever»
- Найкращий британський відеокліп: All Saints — «Never Ever»
- Найкращий саундтрек: «The Full Monty»
- Best Selling British Album Act: Spice Girls
- Найкращий іноземний гурт:U2
- Найкращий іноземний виконавець: Jon Bon Jovi
- Найкраща іноземна виконавиця: Björk
- Найкращий іноземний дебютант: Eels[en]
- Нагорода імені Фредді Мерк'юрі: Елтон Джон
- Видатний внесок у розвиток музики: Fleetwood Mac

### 1997
Ведучий: Бен Елтон 

Місце проведення: Ерлс Корт
- Найкращий британський гурт: Manic Street Preachers
- Найкращий британський виконавець: George Michael
- Найкраща британська виконавиця: Gabrielle
- Найкращий британський дебютант: Kula Shaker
- Найкращий британський продюсер: Джон Лекі
- Найкращий британський танцювальний виконавець: The Prodigy
- Найкращий британський альбом: Manic Street Preachers — «Everything Must Go»
- Найкращий британський сингл: Spice Girls — «Wannabe»
- Найкращий британський відеокліп: Spice Girls — «Say You'll Be There»
- Найкращий саундтрек: «На голці»
- Найкращий іноземний гурт: The Fugees
- Найкращий іноземний виконавець: Beck
- Найкраща іноземна виконавиця: Шеріл Кроу
- Найкращий британський дебютант: Роберт Майлз
- Видатний внесок у розвиток музики: Bee Gees

### 1996
Ведучий: Кріс Еванс 

Місце проведення: Ерлс Корт
- Найкращий британський гурт: Oasis
- Найкращий британський виконавець: Пол Веллер
- Найкраща британська виконавиця: Енні Леннокс
- Найкращий британський дебютант: Supergrass
- Найкращий британський продюсер: Браян Іно
- Найкращий британський танцювальний виконавець: Massive Attack
- Найкращий британський альбом: Oasis — «(What's the Story) Morning Glory?»
- Найкращий британський сингл: Take That — «Back for Good»
- Найкращий британський відеокліп: Oasis — «Wonderwall»
- Найкращий саундтрек: «Бетмен назавжди»
- Найкращий іноземний гурт: Bon Jovi
- Найкращий іноземний виконавець: Prince
- Найкраща іноземна виконавиця: Björk
- Найкращий іноземний дебютант: Аланіс Моріссетт
- Виконавець покоління: Майкл Джексон
- Нагорода імені Фредді Мерк'юрі: The Help Album for the Charity Warchild
- Видатний внесок у розвиток музики: Девід Бові

### 1995
Ведучий: Кріс Еванс 

Місце проведення: Палац Александри
- Найкращий британський гурт: Blur
- Найкращий британський виконавець: Пол Веллер
- Найкраща британська виконавиця: Едді Рідер
- Найкращий британський дебютант: Oasis
- Найкращий британський продюсер: Неллі Гупер
- Найкращий британський танцювальний виконавець: M People
- Найкращий британський альбом: Blur — «Parklife»
- Найкращий британський сингл: Blur — «Parklife»
- Найкращий британський відеокліп: Blur — «Parklife»
- Найкращий саундтрек: «Кримінальне чтиво»
- Найкращий іноземний гурт: R.E.M.
- Найкращий іноземний виконавець: Prince
- Найкраща іноземна виконавиця: k.d. lang
- Найкращий іноземний дебютант: Ліза Лоб
- Видатний внесок у розвиток музики: Елтон Джон

### 1994
Ведучі: Rupaul & Елтон Джон

Місце проведення: Alexandra Palace
- Найкращий британський гурт: Stereo MC's
- Найкращий британський виконавець: Стінг
- Найкраща британська виконавиця: Діна Керолл
- Найкращий британський дебютант: Gabrielle
- Найкращий британський продюсер: Браян Іно
- Найкращий британський танцювальний виконавець: M People
- Найкращий британський альбом: Stereo MC's — «Connected»
- Найкращий британський сингл: Take That — «Pray»
- Найкращий британський відеокліп: Take That — «Pray»
- Найкращий саундтрек: «Охоронець»
- Best selling album & Single: Meat Loaf
- Найкращий іноземний гурт: Crowded House
- Найкращий іноземний виконавець: Ленні Кравіц
- Найкраща іноземна виконавиця: Björk
- Найкращий іноземний дебютант: Björk
- Видатний внесок у розвиток музики: Ван Моррісон

### 1993
Ведучий: Richard O'Brien 

Місце проведення: Alexandra Palace
- Найкращий британський гурт: Simply Red
- Найкращий британський виконавець: Мік Гакнелл
- Найкраща британська виконавиця: Енні Леннокс
- Найкращий британський дебютант: Тесмін Арчер
- Найкращий британський продюсер: Пітер Гебріел
- Найкращий британський альбом: Енні Леннокс — «Diva»
- Найкращий британський сингл: Take That — «Could It Be Magic»
- Найкращий британський відеокліп: Shakespear's Sister — «Stay»
- Найкращий саундтрек: «Wayne's World»
- Найкращий іноземний гурт: R.E.M.
- Найкращий іноземний виконавець: Prince
- Найкращий іноземний дебютант: Nirvana
- Видатний внесок у розвиток музики: Род Стюарт

### 1992
Місце проведення: Hammersmith Odeon
- Найкращий британський гурт: The KLF і Simply Red (сумісні виконавці)
- Найкращий британський виконавець: Seal
- Найкраща британська виконавиця: Ліза Стенсфілд
- Найкращий британський дебютант: Беверлі Крейвен
- Найкращий британський продюсер: Тревор Горн
- Найкращий британський альбом: Seal — «Seal»
- Найкращий британський сингл: Queen — «These Are the Days of Our Lives»
- Найкращий британський відеокліп: Seal — «Killer»
- Найкращий класичний запис: Джузеппе Верді — «Отелло» (Георг Шолті)
- Найкращий саундтрек: «The Commitments»
- Найкращий іноземний гурт: R.E.M.
- Найкращий іноземний дебютант: P. M. Dawn
- Видатний внесок у розвиток музики: Фредді Мерк'юрі

### 1991
- Найкращий британський гурт: The Cure
- Найкращий британський виконавець: Елтон Джон
- Найкраща британська виконавиця: Ліза Стенсфілд
- Найкращий британський дебютант: Betty Boo
- Найкращий британський продюсер: Кріс Томас
- Найкращий британський альбом: George Michael — «Listen Without Prejudice Vol. 1»
- Найкращий британський сингл: Depeche Mode — «Enjoy the Silence»
- Найкращий британський відеокліп: The Beautiful South — «A Little Time»
- Найкращий класичний запис: Хосе Каррерас, Пласідо Домінґо, Лучано Паваротті — «The Three Tenors in Concert»
- Найкращий саундтрек: «Твін Пікс»
- Найкращий іноземний гурт: INXS
- Найкращий іноземний виконавець: Майкл Хатченс
- Найкраща іноземна виконавиця: Шинейд О'Коннор
- Найкращий іноземний дебютант: MC Hammer
- Видатний внесок у розвиток музики: Status Quo

### 1990
Ведучий: Cathy McGowan 

Місце проведення: театр «Домініон»
- Найкращий британський гурт: Fine Young Cannibals
- Найкращий британський виконавець: Філ Коллінз
- Найкраща британська виконавиця: Енні Леннокс
- Найкращий британський дебютант: Ліза Стенсфілд
- Найкращий британський продюсер: Девід Стюарт
- Найкращий британський альбом: Fine Young Cannibals — «The Raw and the Cooked»
- Найкращий британський сингл: Філ Коллінз — «Another Day in Paradise»
- Найкращий відеокліп: The Cure — «Lullaby»
- Найкращий класичний запис: Джордж Гершвін — «Porgy And Bess» (Саймон Реттл)
- Найкращий саундтрек: «Бетмен»
- Найкращий іноземний гурт: U2
- Найкращий іноземний виконавець: Нене Черрі
- Найкращий іноземний дебютант: Нене Черрі
- Видатний внесок у розвиток музики: Queen

### 1989
Ведучі: Mick Fleetwood & Sam Fox
- Найкращий британський гурт: Erasure
- Найкращий британський виконавець: Філ Коллінз
- Найкраща британська виконавиця: Енні Леннокс
- Найкращий британський дебютант: Bros
- Найкращий британський альбом: Fairground Attraction — «The First of a Million Kisses»
- Найкращий британський сингл: Fairground Attraction — «Perfect»
- Найкращий відеокліп: Майкл Джексон — «Smooth Criminal»
- Найкращий класичний запис: Георг Фрідріх Гендель — «Месія»
- Найкращий саундтрек: «Buster»
- Найкращий іноземний дебютант: Трейсі Чепмен
- Найкращий іноземний гурт: U2
- Найкращий іноземний виконавець: Майкл Джексон
- Видатний внесок у розвиток музики: Кліфф Річард

### 1988
Місце проведення: Royal Albert Hall
- Найкращий британський гурт: Pet Shop Boys
- Найкращий британський виконавець: George Michael
- Найкраща британська виконавиця: Елісон Мойе
- Найкращий британський дебютант: Wet Wet Wet
- Найкращий британський продюсер: Stock Aitken Waterman
- Найкращий британський альбом: Стінг — «...Nothing Like the Sun»
- Найкращий британський сингл: Рік Естлі — «Never Gonna Give You Up»
- Найкращий британський відеокліп: New Order — «True Faith»
- Найкращий класичний запис: Ralph Vaughan Williams — «Symphony No. 5»
- Найкращий саундтрек: «The Phantom of the Opera»
- Найкращий іноземний гурт: U2
- Найкращий іноземний виконавець: Майкл Джексон
- Найкращий іноземний дебютант: Теренс Трент д'Арбі
- Видатний внесок у розвиток музики: The Who

### 1987
Ведучий: Jonathan King 

Місце проведення: Grosvenor Hotel
- Найкращий британський гурт: Five Star
- Найкращий британський виконавець: Peter Gabriel
- Найкраща британська виконавиця: Кейт Буш
- Найкращий британський дебютант: The Housemartins
- Найкращий британський продюсер: Девід Стюарт
- Найкращий британський альбом: Dire Straits — «Brothers in Arms»
- Найкращий британський сингл: Pet Shop Boys — «West End Girls»
- Найкращий британський відеокліп: Peter Gabriel — «Sledgehammer»
- Найкращий класичний запис: Едвард Елгар — «Концерт для віолончелі з оркестром» (Джуліан Ллойд Веббер / Королівський філармонічний оркестр)
- Найкращий саундтрек: «Найкращий стрілець»
- Найкращий іноземний гурт: The Bangles
- Найкращий іноземний виконавець — Пол Саймон
- Видатний внесок у розвиток музики: Eric Clapton

### 1986
Місце проведення: Grosvenor Hotel
- Найкращий британський гурт: Dire Straits
- Найкращий британський виконавець: Філ Коллінз
- Найкраща британська виконавиця: Енні Леннокс
- Найкращий британський дебютант: Go West
- Найкращий британський продюсер: Девід Стюарт
- Найкращий британський сингл: Tears for Fears — «Everybody Wants to Rule the World»
- Найкращий британський відеокліп: Пол Янґ — «Everytime You Go Away»
- Найкращий іноземний гурт: Huey Lewis and the News
- Найкращий іноземний виконавець: Брюс Спрінґстін
- Видатний внесок у розвиток музики: Wham! і Елтон Джон

### 1985
Ведучий: Noel Edmonds 

Місце проведення: Grosvenor Hotel
- Найкращий британський гурт: Wham!
- Найкращий британський виконавець: Пол Янґ
- Найкраща британська виконавиця: Елісон Мойе
- Найкращий британський дебютант: Frankie Goes to Hollywood
- Найкращий британський продюсер: Тревор Горн
- Найкращий британський альбом: музичний гурт Шаде (Sade) — «Diamond Life»
- Найкращий британський сингл: Frankie Goes to Hollywood — «Relax»
- Найкращий британський відеокліп: Duran Duran — «The Wild Boys»
- Найкращий класичний запис: Антоніо Вівальді — «Чотири пори року»"
- Найкращий іноземний виконавець: Prince and The Revolution
- Видатний внесок у розвиток музики: The Police
- Спеціальна нагорода: Боб Ґелдоф і Мідж Юр

### 1984
Місце проведення: Grosvenor Hotel
- Найкращий британський гурт: Culture Club
- Найкращий британський виконавець: Девід Бові
- Найкраща британська виконавиця: Енні Леннокс
- Найкращий британський дебютант: Пол Янґ
- Найкращий британський продюсер: Steve Levine
- Найкращий британський сингл: Culture Club — «Karma Chameleon»
- Найкращий класичний запис: Кірі Те Канава — «Songs of the Auvergne»
- Найкращий комедійний запис: Neil (відомий як Nigel Planer) — «Hole In My Shoe»
- Найкращий саундтрек: Prince — «Purple Rain»
- Найкращий іноземний виконавець: Майкл Джексон
- Best Selling Album: Майкл Джексон
- Видатний внесок у розвиток музики: Джордж Генрі Мартін
- Нагорода Sony за технічну майстерність: Spandau Ballet

### 1983
Ведучий: Tim Rice 

Місце проведення: Grosvenor Hotel
- Найкращий британський гурт: Dire Straits
- Найкращий британський виконавець: Пол Маккартні
- Найкраща британська виконавиця: Кім Вайлд
- Найкращий британський дебютант: Yazoo
- Найкращий британський продюсер: Тревор Горн
- Найкращий британський сингл: Dexys Midnight Runners — «Come On Eileen»
- Найкращий класичний запис: Джон Вільямс — «Portrait»
- Найкращий іноземний виконавець: Kid Creole and the Coconuts
- Best selling album: Барбра Стрейзанд — «Love Songs» (також випущений как «Memories» у США)
- Видатний внесок у розвиток музики: The Beatles
- Нагорода Sony за технічну майстерність: Пол Маккартні
- Найкращий концертний виконавець: U2
- Нагорода за довічні досягнення: Піт Таунсенд
- Спеціальна нагорода: Кріс Райт

### 1982
Ведучий: David Jacobs 

Місце проведення: Grosvenor Hotel
- Найкращий британський гурт: The Police
- Найкращий британський виконавець: Кліфф Річард
- Найкраща британська виконавиця: Ренді Кроуфорд
- Найкращий британський дебютант: The Human League
- Найкращий британський продюсер: Мартін Рашент
- Найкращий класичний запис: Густав Малер — «Симфонія № 10»
- Best Selling Album: Adam and the Ants — «Kings Of The Wild Frontier»
- Видатний внесок у розвиток музики: Джон Леннон

### 1977
Ведучий: Michael Aspel 

Місце проведення: Wembley Conference Centre
n.b.  ці нагороди мали відзначити срібний ювілей  королеви Єлизавети II і були за попередні 25 років її правління.
- Найкраща британський немузичний запис: Richard Burton and cast «Under Milkwood»
- Найкращий британський продюсер: Джордж Генрі Мартін
- Найкращий класичний сольний альбом: Jacqueline du Pre — «Концерт для віолончелі з оркестром» Едварда Елгара
- Найкращий іноземний альбом: Simon & Garfunkel — «Bridge Over Troubled Water»
- Найкращий оркестровий альбом: Benjamin Britten — «War Requiem»
- Найкращий британський альбом: The Beatles — «Sgt. Pepper's Lonely Hearts Club Band»
- Найкраща британська дебютантка: Julie Covington
- Найкращий британський дебютант: Грем Паркер
- Найкраща британська виконавиця: Shirley Bassey
- Найкращий британський гурт: The Beatles
- Найкращий британський виконавець: Кліфф Річард
- Найкращий британський сингл: Queen — «Bohemian Rhapsody» & Procol Harum — «A Whiter Shade Of Pale» (Joint Winners)
- Видатний внесок у розвиток музики: L.G. Wood and The Beatles (Joint Winners)